# Sleeping with the Past
Sleeping with the Past – 21. studyjny album brytyjskiego piosenkarza i pianisty Eltona Johna, wydany w sierpniu 1989, zaś nagrany w okresie listopad–grudzień 1988 w Puk Studios, Randers w Danii. Jest to najlepiej sprzedający się w Danii album Eltona (został tam nagrany ze względów podatkowych), a dedykowany jest Berniemu Taupinowi. Album zawiera popularny utwór „Sacrifice”, który w Wielkiej Brytanii dotarł do pierwszego miejsca. Albumowi także udało się zająć poz. 1. na brytyjskiej liście. John i Taupin stylem powrócili do lat 60., nawiązując do takich ikon muzyki R&B jak Marvin Gaye, Otis Redding, czy Sam Cooke, które zresztą podziwiali.

## Lista utworów
1. Durban Deep – 5:30
2. Healing Hands – 4:19
3. Whispers – 5:29
4. Club at the End of the Street – 4:47
5. Sleeping with the Past – 4:57
6. Stones Throw from Hurtin' – 4:54
7. Sacrifice – 5:04
8. I Never Knew Her Name – 3:30
9. Amazes Me – 4:37
10. Blue Avenue – 4:21

Utwory dodatkowe (wznowienie z 1998)

11. Dancing in the End Zone – 3:53

12. Love is a Cannibal – 3:54

## Krytyczny osąd
Sleeping With The Past w momencie pojawienia się w 1989 nie został zbyt ciepło przyjęty przez krytyków. Mimo to, do dziś wielu fanów Eltona Johna uważa album za jeden z najlepszych pianisty z lat osiemdziesiątych, bardzo wartościowy i niepowtarzalny bez względu na nieprzychylne recenzje.